# Michaëlla Krajicek
Pour les articles homonymes, voir Krajíček.
Michaëlla Krajicek, née le 9 janvier 1989 à Delft, est une joueuse de tennis néerlandaise, professionnelle de 2003 à 2020.
Elle a été championne du monde junior en 2004.
Michaëlla Krajicek est la demi-sœur de Richard Krajicek, ancien vainqueur en simple messieurs du tournoi de Wimbledon. Elle s'est mariée avec le joueur de tennis allemand Martin Emmrich en 2015.

## Carrière tennistique
À l'âge de 16 ans, elle atteint la finale en double du tournoi de terre battue d'Estoril au (Portugal), avec sa partenaire Henrieta Nagyová.
En juin 2005 elle reçoit 3 invitations pour le tournoi de Wimbledon. Elle avait l'intention de jouer en simple dames et en double mixte avec son frère Richard. Mais une blessure contractée une semaine auparavant au tournoi de Bois-le-Duc la contraint à déclarer forfait.
Elle entame l'année 2006 à Perth, en se qualifiant pour la Coupe Hopman avec Peter Wessels, et en créant la surprise en se hissant en finale où les Pays-Bas sont battus par les États-Unis représentés par Taylor Dent et Lisa Raymond. Malgré cette défaite qui s'est décidée en double mixte, Michaëlla a tout de même remporté 3 des 5 matchs en simple qu'elle a disputé.
Le 24 juin 2006, Michaëlla enlève le tournoi sur gazon de Bois-le-Duc en dominant en finale Dinara Safina 6-3, 6-4. Elle confirme ainsi sa victoire sur Elena Dementieva, tête de série no 1, en demi-finale.

## Palmarès

### Titres en simple dames
| No | Date       | Nom et lieu du tournoi         | Catégorie | Dotation  | Surface      | Finaliste          | Score         |          |
| -- | ---------- | ------------------------------ | --------- | --------- | ------------ | ------------------ | ------------- | -------- |
| 1  | 03-10-2005 | Tashkent Open, Tachkent        | Tier IV   | 140 000 $ | Dur (ext.)   | Akgul Amanmuradova | 6-0, 4-6, 6-3 | Parcours |
| 2  | 09-01-2006 | Moorilla International, Hobart | Tier IV   | 145 000 $ | Dur (ext.)   | Iveta Benešová     | 6-2, 6-1      | Parcours |
| 3  | 19-06-2006 | Ordina Open, Bois-le-Duc       | Tier III  | 175 000 $ | Gazon (ext.) | Dinara Safina      | 6-3, 6-4      | Parcours |

### Finale en simple dames
Aucune

### Titres en double dames
| No | Date       | Nom et lieu du tournoi                 | Catégorie | Dotation  | Surface      | Partenaire        | Finalistes                                | Score            |          |
| -- | ---------- | -------------------------------------- | --------- | --------- | ------------ | ----------------- | ----------------------------------------- | ---------------- | -------- |
| 1  | 18-07-2006 | Internazionali Femminili Palerme       | Tier IV   | 145 000 $ | Terre (ext.) | Janette Husárová  | Alice Canepa Giulia Gabba                 | 6-0, 6-0         | Parcours |
| 2  | 25-07-2006 | Tippmix Grand Prix Budapest            | Tier IV   | 145 000 $ | Terre (ext.) | Janette Husárová  | Lucie Hradecká Renata Voráčová            | 4-6, 6-4, 6-4    | Parcours |
| 3  | 15-06-2008 | Ordina Open Bois-le-Duc                | Tier III  | 175 000 $ | Gazon (ext.) | Marina Erakovic   | Līga Dekmeijere Angelique Kerber          | 6-3, 6-2         | Parcours |
| 4  | 15-02-2010 | M. Keegan & Cellular South Cup Memphis | Intern'l  | 220 000 $ | Dur (int.)   | Vania King        | Bethanie Mattek-Sands Meghann Shaughnessy | 7-5, 6-2         | Parcours |
| 5  | 19-05-2014 | Nürnberger Versicherungscup Nuremberg  | Intern'l  | 250 000 $ | Terre (ext.) | Karolína Plíšková | Raluca Olaru Shahar Peer                  | 6-0, 4-6, [10-6] | Parcours |

### Finales en double dames
| No | Date       | Nom et lieu du tournoi                 | Catégorie | Dotation  | Surface         | Vainqueures                            | Partenaire          | Score             |          |
| -- | ---------- | -------------------------------------- | --------- | --------- | --------------- | -------------------------------------- | ------------------- | ----------------- | -------- |
| 1  | 25-04-2005 | Estoril Open Estoril                   | Tier IV   | 140 000 $ | Terre (ext.)    | Li Ting Sun Tiantian                   | Henrieta Nagyová    | 6-3, 6-1          | Parcours |
| 2  | 24-10-2005 | Gaz de France Stars Hasselt            | Tier III  | 170 000 $ | Moquette (int.) | Émilie Loit Katarina Srebotnik         | Ágnes Szávay        | 6-3, 6-4          | Parcours |
| 3  | 13-02-2006 | Diamond Proximus Games Anvers          | Tier II   | 600 000 $ | Moquette (int.) | Dinara Safina Katarina Srebotnik       | Stéphanie Foretz    | 6-1, 6-1          | Parcours |
| 4  | 28-04-2008 | ECM Open Prague                        | Tier IV   | 145 000 $ | Terre (ext.)    | Andrea Hlaváčková Lucie Hradecká       | Jill Craybas        | 1-6, 6-3, [10-6]  | Parcours |
| 5  | 16-02-2009 | M. Keegan & Cellular South Cup Memphis | Intern'l  | 220 000 $ | Dur (int.)      | Victoria Azarenka Caroline Wozniacki   | Yuliana Fedak       | 6-1, 7-62         | Parcours |
| 6  | 15-06-2009 | Ordina Open Bois-le-Duc                | Intern'l  | 220 000 $ | Gazon (ext.)    | Sara Errani Flavia Pennetta            | Yanina Wickmayer    | 6-4, 5-7, [13-11] | Parcours |
| 7  | 12-04-2010 | Family Circle Cup Charleston           | Premier   | 700 000 $ | Terre (ext.)    | Liezel Huber Nadia Petrova             | Vania King          | 6-3, 6-4          | Parcours |
| 8  | 25-04-2011 | Estoril Open Estoril                   | Intern'l  | 220 000 $ | Terre (ext.)    | Alisa Kleybanova Galina Voskoboeva     | Eléni Daniilídou    | 6-4, 6-2          | Parcours |
| 9  | 30-04-2012 | Grand Prix Budapest                    | Intern'l  | 220 000 $ | Terre (ext.)    | Janette Husárová Magdaléna Rybáriková  | Eva Birnerová       | 6-4, 6-2          | Parcours |
| 10 | 30-12-2013 | ASB Classic Auckland                   | Intern'l  | 250 000 $ | Dur (ext.)      | Sharon Fichman Maria Sanchez           | Lucie Hradecká      | 2-6, 6-0, [10-4]  | Parcours |
| 11 | 15-06-2014 | Topshelf Open Bois-le-Duc              | Intern'l  | 250 000 $ | Gazon (ext.)    | Marina Erakovic Arantxa Parra Santonja | Kristina Mladenovic | 0-6, 7-65, [10-8] | Parcours |

### Finale en double mixte
| No | Date       | Nom et lieu du tournoi         | Catégorie | Dotation      | Surface    | Vainqueures              | Partenaire    | Score        |          |
| -- | ---------- | ------------------------------ | --------- | ------------- | ---------- | ------------------------ | ------------- | ------------ | -------- |
| 1  | 30-12-2005 | Hyundai Hopman Cup XVIII Perth | ITF       | 1 000 000 AU$ | Dur (int.) | Lisa Raymond Taylor Dent | Peter Wessels | 2 matchs à 1 | Parcours |

### Titre en double en WTA 125
| No | Date       | Nom et lieu du tournoi             | Catégorie | Dotation  | Surface    | Partenaire  | Finalistes            | Score    |          |
| -- | ---------- | ---------------------------------- | --------- | --------- | ---------- | ----------- | --------------------- | -------- | -------- |
| 1  | 05-08-2013 | Caoxijiu Suzhou Ladies Open Suzhou | WTA 125   | 125 000 $ | Dur (ext.) | Tímea Babos | Han Xinyun Eri Hozumi | 6-2, 6-2 | Parcours |

## Parcours en Grand Chelem

### En simple dames
| Année | Open d'Australie                                     | Open d'Australie                                        | Internationaux de France                            | Internationaux de France                            | Wimbledon                                              | Wimbledon       | US Open                                              | US Open            |
| ----- | ---------------------------------------------------- | ------------------------------------------------------- | --------------------------------------------------- | --------------------------------------------------- | ------------------------------------------------------ | --------------- | ---------------------------------------------------- | ------------------ |
| 2005  | 2e tour (1/32)                                       | Patty Schnyder                                          | 1er tour (1/64)                                     | Daniela Hantuchová                                  | —                                                      | —               | —                                                    | —                  |
| 2006  | 3e tour (1/16)                                       | Amélie Mauresmo                                         | 1er tour (1/64)                                     | Patty Schnyder                                      | 1er tour (1/64)                                        | Samantha Stosur | 1er tour (1/64)                                      | Maria Sharapova    |
| 2007  | 1er tour (1/64)                                      | Anne Kremer                                             | 3e tour (1/16)                                      | Serena Williams                                     | 1/4 de finale                                          | Marion Bartoli  | 2e tour (1/32)                                       | Ágnes Szávay       |
| 2008  | 1er tour (1/64)                                      | Akiko Morigami                                          | 1er tour (1/64)                                     | Sanda Mamic                                         | 1er tour (1/64)                                        | Marina Erakovic | —                                                    | —                  |
| 2009  | —                                                    | —                                                       | Q1 \|\| style="text-align:left" \| Simona Halep     | —                                                   | —                                                      | —               | —                                                    |                    |
| 2010  | Q3 \|\| style="text-align:left" \| Angelique Kerber  | Q3 \|\| style="text-align:left" \| Anastasia Pivovarova | Q3 \|\| style="text-align:left" \| Mirjana Lučić    | Q1 \|\| style="text-align:left" \| Tamira Paszek    |                                                        |                 |                                                      |                    |
| 2011  | Q1 \|\| style="text-align:left" \| Claire Feuerstein | Q2 \|\| style="text-align:left" \| Sesil Karatantcheva  | Q1 \|\| style="text-align:left" \| Valeria Savinykh | 2e tour (1/32)                                      | Serena Williams                                        |                 |                                                      |                    |
| 2012  | 2e tour (1/32)                                       | Ana Ivanović                                            | 1er tour (1/64)                                     | Petra Martić                                        | —                                                      | —               | 1er tour (1/64)                                      | Pauline Parmentier |
| 2013  | —                                                    | —                                                       | —                                                   | —                                                   | 1er tour (1/64)                                        | Li Na           | —                                                    | —                  |
| 2014  | —                                                    | —                                                       | —                                                   | —                                                   | —                                                      | —               | Q2 \|\| style="text-align:left" \| Lara Arruabarrena |                    |
|       |                                                      |                                                         |                                                     |                                                     |                                                        |                 |                                                      |                    |
| 2016  | —                                                    | —                                                       | Q1 \|\| style="text-align:left" \| Han Xinyun       | Q1 \|\| style="text-align:left" \| Virginie Razzano | Q1 \|\| style="text-align:left" \| Montserrat González |                 |                                                      |                    |
| 2017  | Q2 \|\| style="text-align:left" \| Laura Robson      | —                                                       | —                                                   | —                                                   | —                                                      | —               | —                                                    |                    |

À droite du résultat, l’ultime adversaire.

### En double dames
N.B. : le nom du ou de la partenaire se trouve sous le résultat ; le nom des ultimes adversaires se trouve à droite.

### En double mixte
| Année | Open d'Australie            | Open d'Australie            | Internationaux de France    | Internationaux de France | Wimbledon                    | Wimbledon                  | US Open                     | US Open                      |
| ----- | --------------------------- | --------------------------- | --------------------------- | ------------------------ | ---------------------------- | -------------------------- | --------------------------- | ---------------------------- |
| 2006  | -                           | -                           | -                           | -                        | 2e tour (1/16) Rogier Wassen | K. Srebotnik N. Zimonjić   | 2e tour (1/8) Lukáš Dlouhý  | Anabel Medina S. Prieto      |
| 2007  | -                           | -                           | -                           | -                        | 1er tour (1/32) Martin Damm  | Tamira Paszek Marcelo Melo | -                           | -                            |
| 2014  | -                           | -                           | -                           | -                        | 2e tour (1/16) M. Emmrich    | S. Stosur N. Zimonjić      | 1er tour (1/16) M. Draganja | Anabel Medina Raven Klaasen  |
| 2015  | 2e tour (1/8) Florin Mergea | K. Mladenovic Daniel Nestor | 2e tour (1/8) Florin Mergea | L. Hradecká M. Matkowski | 2e tour (1/16) Florin Mergea | Anabel Medina R. Lindstedt | -                           | -                            |
| 2016  | -                           | -                           | -                           | -                        | -                            | -                          | 2e tour (1/8) D. Inglot     | A.-L. Grönefeld Robert Farah |
| 2017  | 1/4 de finale Raven Klaasen | Abigail Spears J. S. Cabal  | -                           | -                        | -                            | -                          | -                           | -                            |

Sous le résultat, le partenaire ; à droite, l’ultime équipe adverse.

## Parcours en «Premier Mandatory» et «Premier 5»
Découlant d'une réforme du circuit WTA inaugurée en 2009, les tournois WTA « Premier Mandatory » et « Premier 5 » constituent les catégories d'épreuves les plus prestigieuses, après les quatre levées du Grand Chelem.

### En simple dames
| Année |              | Premier Mandatory            | Premier Mandatory          | Premier Mandatory | Premier Mandatory |       | Premier 5 | Premier 5 | Premier 5  | Premier 5 | Premier 5 | Premier 5 | Premier 5 |
| Année | Indian Wells | Miami                        | Madrid                     | Pékin             |                   | Dubaï | Rome      | Canada    | Cincinnati |           | Tokyo     |           |           |
| Année | Indian Wells | Miami                        | Madrid                     | Pékin             |                   | Doha  | Rome      | Canada    | Cincinnati |           | Wuhan     |           |           |
| Année | Indian Wells | Miami                        | Madrid                     | Pékin             |                   |       | Rome      | Canada    | Cincinnati |           |           |           |           |
| 2009  |              | 1er tour (1/64) N. Vaidišová | 2e tour (1/32) N. Petrova  |                   |                   |       |           |           |            |           |           |           |           |
| 2010  |              |                              | 1er tour (1/64) M. Oudin   |                   |                   |       |           |           |            |           |           |           |           |
| 2012  |              | 2e tour (1/32) Zheng J.      | 2e tour (1/32) V. Azarenka |                   |                   |       |           |           |            |           |           |           |           |

Sous le résultat, l’ultime adversaire.

### En double dames
| Année                     | Premier Mandatory | Premier Mandatory        | Premier Mandatory | Premier Mandatory | Premier Mandatory | Premier Mandatory | Premier Mandatory | Premier Mandatory | Premier 5 | Premier 5 | Premier 5 | Premier 5 | Premier 5 | Premier 5 | Premier 5 | Premier 5 | Premier 5  | Premier 5  | Premier 5 | Premier 5 | Premier 5 | Premier 5 |
| Année                     | Indian Wells      | Indian Wells             | Miami             | Miami             | Madrid            | Madrid            | Pékin             | Pékin             | Dubaï     | Dubaï     | Doha      | Doha      | Rome      | Rome      | Canada    | Canada    | Cincinnati | Cincinnati | Tokyo     | Tokyo     | Wuhan     | Wuhan     |
| ------------------------- | ----------------- | ------------------------ | ----------------- | ----------------- | ----------------- | ----------------- | ----------------- | ----------------- | --------- | --------- | --------- | --------- | --------- | --------- | --------- | --------- | ---------- | ---------- | --------- | --------- | --------- | --------- |
| 2010                      |                   |                          |                   |                   |                   |                   |                   |                   |           |           |           |           |           |           |           |           |            |            |           |           |           |           |
| 1er tour (1/16) Niculescu | Mattek-Sands Yan  | —                        | —                 | —                 | —                 | —                 | —                 | —                 | —         |           |           | —         | —         | —         | —         | —         | —          | —          | —         |           |           |           |
| 2014                      |                   |                          |                   |                   |                   |                   |                   |                   |           |           |           |           |           |           |           |           |            |            |           |           |           |           |
| —                         | —                 | 1er tour (1/16) Hradecká | Görges Grönefeld  |                   |                   |                   |                   |                   |           | —         | —         |           |           |           |           |           |            |            |           |           |           |           |

N.B. : le nom de la partenaire se trouve sous le résultat ; le nom des ultimes adversaires se trouve à droite.

## Parcours en Fed Cup
| #                                                                  | Date       | Lieu        | Surface      | Gagnante(s)                         | Perdante(s)                          | Score          |          |
|                                                                    |            |             |              |                                     |                                      |                |          |
| 2014 - Barrage (groupe mondial II) - Pays-Bas - Japon - 3 : 2      |            |             |              |                                     |                                      |                |          |
| 1                                                                  | 19/04/2014 | Bois-le-Duc | Terre (int.) | Shuko Aoyama Risa Ozaki             | Richèl Hogenkamp Michaëlla Krajicek  | 1-6, 6-3, 10-8 | Parcours |
|                                                                    |            |             |              |                                     |                                      |                |          |
| 2015 - 1er tour (groupe mondial II) - Pays-Bas - Slovaquie - 4 : 1 |            |             |              |                                     |                                      |                |          |
| 2                                                                  | 07/02/2015 | Apeldoorn   | Terre (int.) | Richèl Hogenkamp Michaëlla Krajicek | Kristína Kučová Kristina Schmiedlová | 7-5, 6-1       | Parcours |
|                                                                    |            |             |              |                                     |                                      |                |          |
| 2015 - Barrage (groupe mondial I) - Pays-Bas - Australie - 4 : 1   |            |             |              |                                     |                                      |                |          |
| 3                                                                  | 18/04/2015 | Bois-le-Duc | Terre (int.) | Richèl Hogenkamp Michaëlla Krajicek | Casey Dellacqua Olivia Rogowska      | 6-2, 7-63      | Parcours |
|                                                                    |            |             |              |                                     |                                      |                |          |
| 2017 - 1er tour (groupe mondial) - Biélorussie - Pays-Bas : 4 : 1  |            |             |              |                                     |                                      |                |          |
| 4                                                                  | 11/02/2017 | Minsk       | Dur (int.)   | Aliaksandra Sasnovich               | Michaëlla Krajicek                   | 4-6, 6-3, 6-2  | Parcours |
| 4                                                                  | 11/02/2017 | Minsk       | Dur (int.)   | Aryna Sabalenka                     | Michaëlla Krajicek                   | 7-65, 6-4      | Parcours |

## Classements WTA en fin de saison

### En simple
| Année | 2004 | 2005 | 2006 | 2007 | 2008 | 2009 | 2010 | 2011 | 2012 | 2013 | 2014 | 2015 | 2016 | 2017 |
| Rang  | 429  | 58   | 35   | 34   | 219  | 129  | 141  | 107  | 150  | 275  | 281  | 177  | 269  | 746  |

Source : (en) Classements de Michaëlla Krajicek sur le site officiel de la Fédération internationale de tennis

### En double
| Année | 2004 | 2005 | 2006 | 2007 | 2008 | 2009 | 2010 | 2011 | 2012 | 2013 | 2014 | 2015 | 2016 | 2017 |
| Rang  | 385  | 108  | 36   | 47   | 106  | 97   | 75   | 72   | 175  | 111  | 25   | 23   | 89   | 188  |

Source : (en) Classements de Michaëlla Krajicek sur le site officiel de la Fédération internationale de tennis